# Dormans
 Dormans  es una población y comuna francesa, en la región de Champaña-Ardenas, departamento de Marne, en el distrito de Épernay y cantón de Dormans.

## Demografía
| 2413 | 2638 | 2950 | 2920 | 3125 | 3126 |
| Para los censos de 1962 a 1999 la población legal corresponde a la población sin duplicidades (Fuente: INSEE [Consultar]) |      |      |      |      |      |

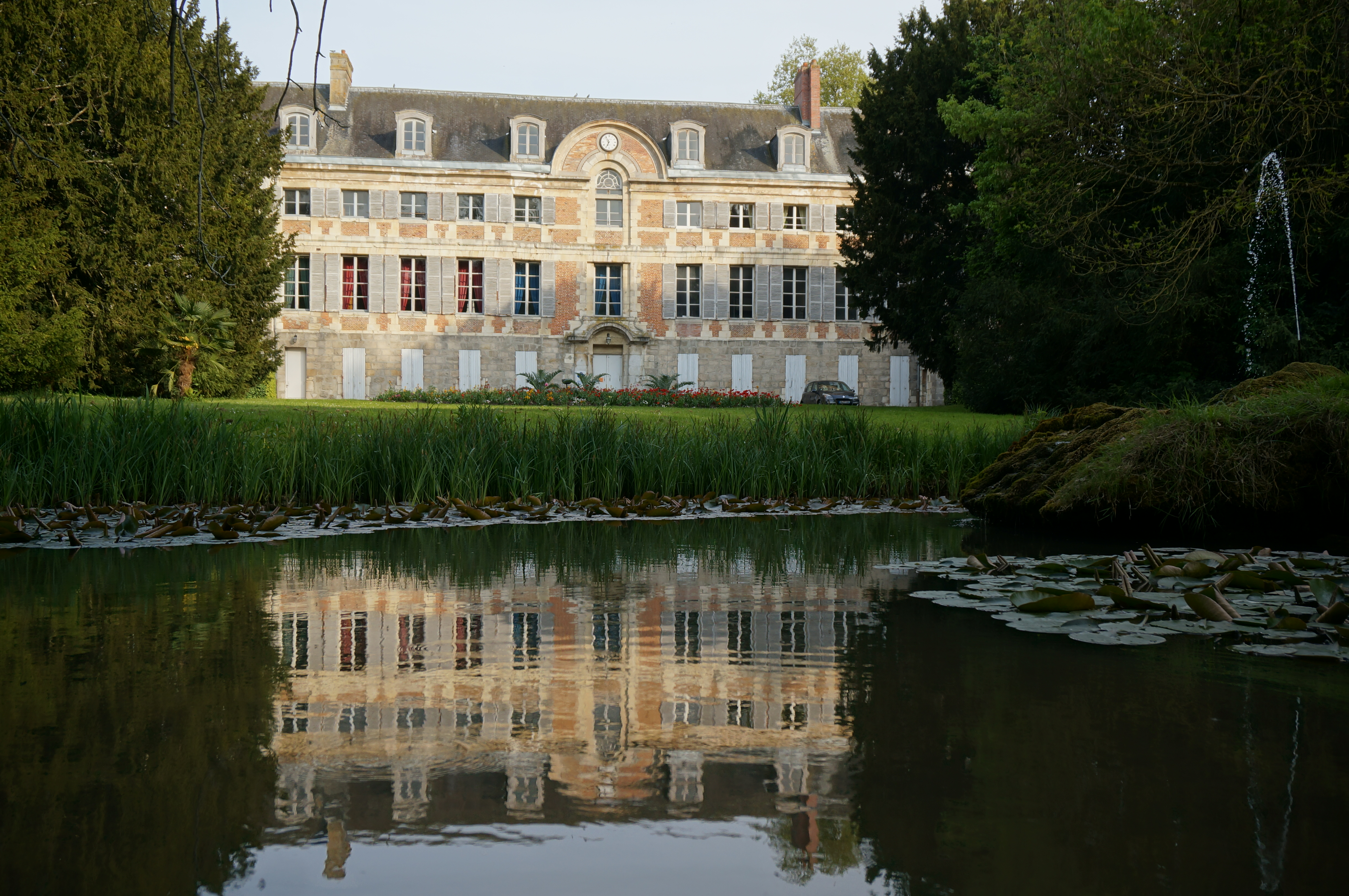
Palacio
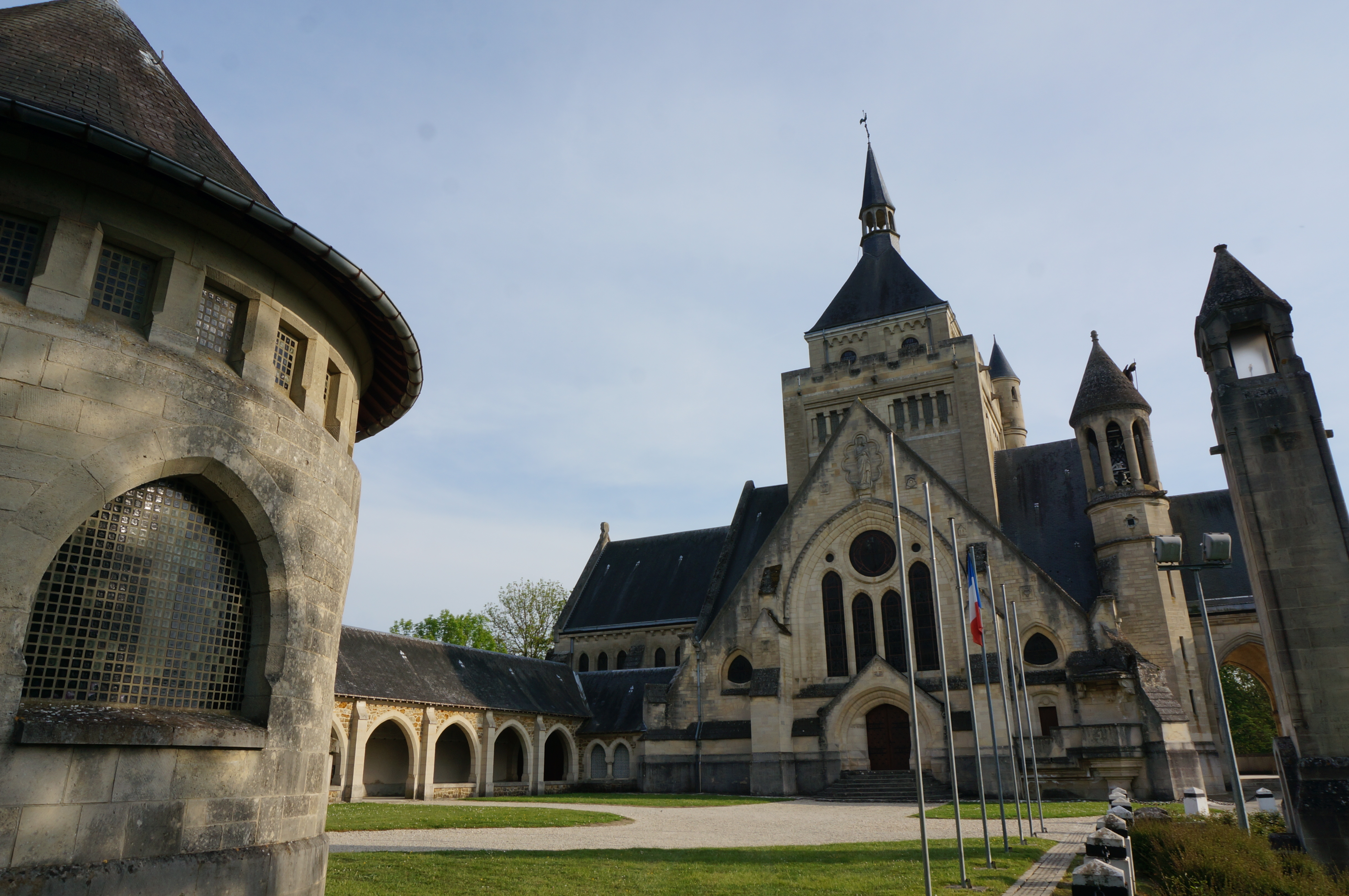
Monumento conmemorativo de la batalla del Marne
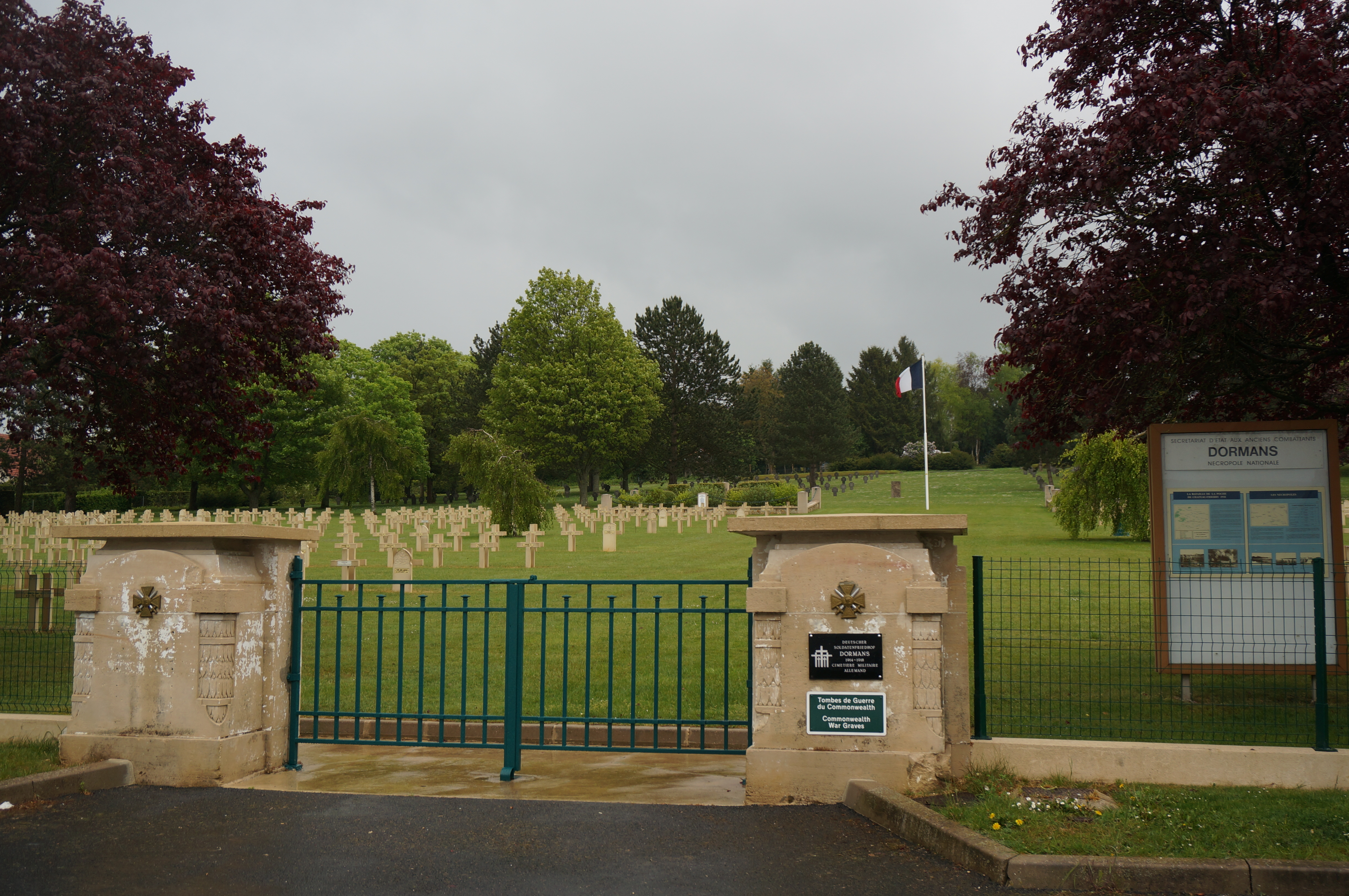
Cementerio de la primera Guerra Mundial